# Gabriel Davioud
Gabriel Davioud, né le 30 octobre 1824 à Paris 10e et mort le 6 avril 1881 à Paris 6e, est un architecte français représentant de l'éclectisme architectural en vogue sous le règne de Napoléon III.

## Biographie
Après avoir été élève d'Alphonse-François Marie Jaÿ à l'École des arts décoratifs de 1838 à 1841, où il remporte 44 prix et de nombreux accessits, Gabriel Davioud intègre l'École des Beaux-Arts en janvier 1842. Encore étudiant, il entre, en 1843, comme dessinateur à la Préfecture de la Seine, au service du nouveau plan de Paris, inspecteur général des travaux d'architecture de la ville de Paris. Il est second Grand Prix de Rome, le 15 septembre 1849, et le prix départemental en 1850.
Sa première construction a été le théâtre d’Étampes entre 1851 et 1852. Nommé architecte inspecteur du service des promenas des et plantations, en 1855, il devient l'un des proches collaborateurs du baron Haussmann, et édifie de nombreux bâtiments à Paris. Sur ses plans, ont été exécutés le kiosque, les embarcadères, les pavillons des gardes, les grilles, le Jardin des serres et le petit kiosque de l’Empereur au bois de Boulogne, ainsi que la tribune des courses, en collaboration avec l'architecte Antoine-Nicolas Bailly. C’est aussi à lui qu’est due la restauration du moulin de Longchamps.
Il réalise également le mobilier urbain de la ville de Paris (banc Davioud, kiosque, poubelle, maisons de jardiniers, de gardes, lampadaires, grilles, fontaine, etc.). Son œuvre est reconnaissable par sa qualité ornementale et pour ses références exotiques, notamment, les influences byzantines et mauresques du palais du Trocadéro. Ces apports font désormais partie intégrante du style du Paris haussmannien.
Le 17 novembre 1851, le jeune architecte se voit confier par le chef du Bureau du Plan de Paris l'exécution des relevés de façades de 80 des 250 maisons qui vont être démolies au début de 1852 dans le cadre du prolongement de la rue de Rivoli. Il ne dispose que de 60 jours pour dresser ces relevés. Il termine la tâche, mais beaucoup de ces dessins sont détruits lorsque l'hôtel de ville est incendié en 1871 pendant la Commune de Paris. Seules deux planches de la rue des Arcis sont conservées.
Ces carnets de croquis ajoutés aux photographies commandées par la ville à Charles Marville pour d'autres quartiers et rues de Paris constituent un ensemble irremplaçable d'images du Paris des XVIIIe et XIXe siècles définitivement disparu sous le Second Empire.
Devenu, en 1855, architecte en chef du service des promenades et plantations, où il travaille étroitement avec le chef de service Adolphe Alphand, il a décoré les squares les plus importants de Paris, comme le square des Batignolles, de Montrouge, de Grenelle, de Charonne, les parterres et bassins de Courcelles, la fontaine Pigalle, la fontaine du bassin Soufflot, les six fontaines du rond-point des Champs-Élysées, construisant ainsi, en 1859, la fontaine Saint-Michel, et achevé le Panorama des Champs-Élysées. De 1860 à 1862, tout en dirigeant les travaux du square des Arts-et-Métiers, du canal Saint-Martin, du parc Monceau et du Jardin d’Acclimatation, il a achevé les deux théâtres du Châtelet et des Nations, et la grotte et la cascade artificielles de l’île de Reuilly. En 1863, il a exécuté la grille du square Montholon, et le temple de la Sibylle de l’île du Belvédère en 1866.

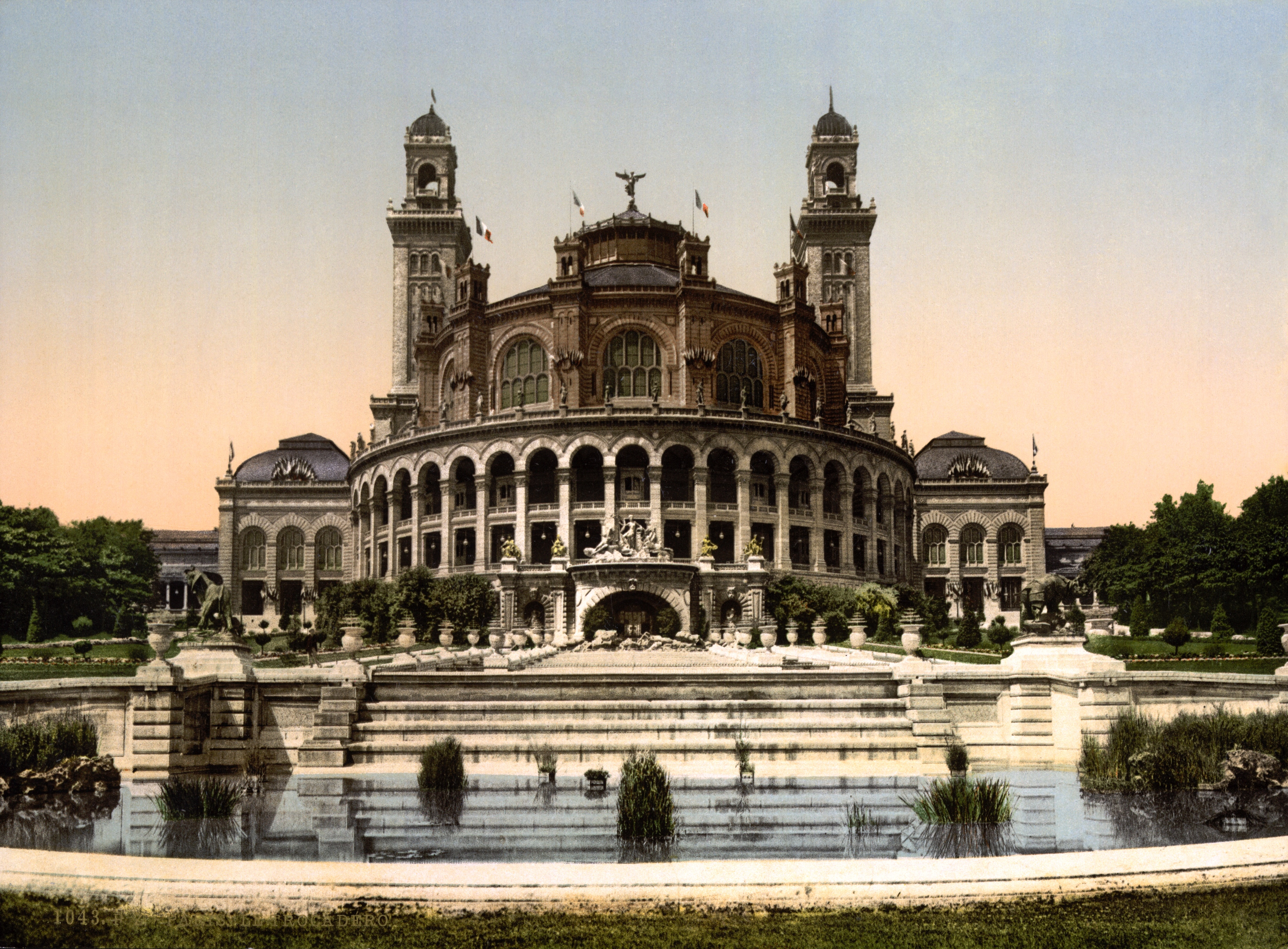
Le palais du Trocadero, édifié pour l'Exposition universelle de 1878.

Lors de l’Exposition universelle de 1878, ses projets, avec ceux Jules Bourdais, ont été adoptés pour l’aménagement des lieux. Et, dans ces projets, il est l’auteur exclusif des plans du palais du Trocadéro, qui, avec une salle de spectacle de 3 500 places et des dizaines de statues, sera démoli. Le palais est remplacé par un nouveau bâtiment pour l’Exposition universelle de 1937.
Ayant succombé à l’attaque de paralysie qui l’avait frappé cinq jours avant, il est mort à 57 ans, le 6 avril 1881. Il est inhumé au cimetière du Montparnasse, où l'on peut voir sa tombe, à l’issue d'obsèques célébrées en l’église Saint-Sulpice.
Décoré de la Légion d’honneur en 1862, il est promu officier le 1er mai 1878, jour de l'ouverture de l'Exposition universelle.
En 1918, sa famille fait don de 600 de ses dessins à l'Inspection générale des services techniques de l'architecture de Paris. Les dessins sont ensuite répartis entre l'hôtel de ville et le pavillon de Bagatelle. Leur redécouverte tardive en 1981 par la Bibliothèque de l'hôtel de ville permet de révéler les apports majeurs de Davioud à la ville de Paris et un regain d'intérêt pour son œuvre.

## Hommages
- Une rue de Paris porte son nom.
- Une impasse à Houlgate porte son nom.
- Un des pavillons du jardin du Luxembourg à Paris porte son nom. Ce pavillon, situé près de l'entrée de la rue Vavin, et dont Davioud a dessiné les plans, était, à l'origine, une buvette. Il est devenu une salle polyvalente utilisée pour donner des cours de jardinage, d'horticulture, ou d'apiculture, ou bien, l'été, pour des expositions artistiques.
- Une rue de La Rochelle porte son nom.

## Élèves
- Louis-Charles-Guillaume Lequeux (1852-?), né à La Haye, promotion 1870, consul de France au Japon[14].

## Œuvres

### Paris

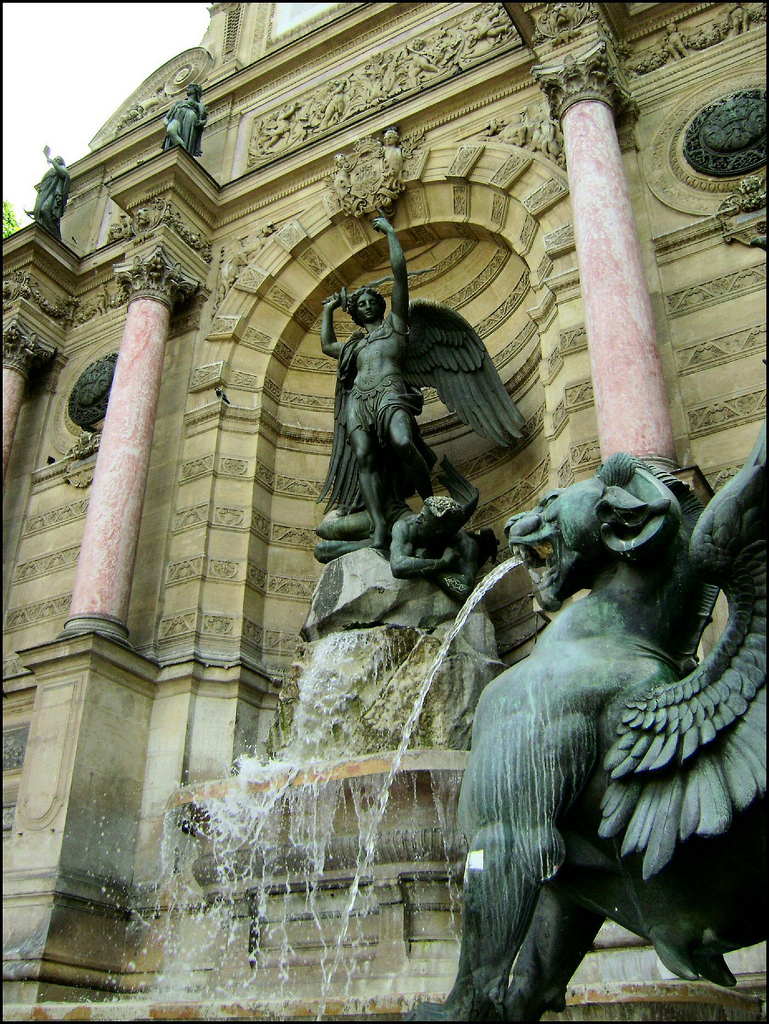
La fontaine Saint-Michel.

- Les deux théâtres de la place du Châtelet : le théâtre du Châtelet et le Théâtre-Lyrique (1874)
- Les deux fontaines du Théâtre-Français, 1er arrondissement.
- Hippodrome du rond-point de la Plaine de Passy, ouvert en 1856, anéanti par un incendie en 1869[15],[16].
- Dernière transformation de la fontaine des Innocents, 1er arrondissement (1860).
- Fontaine de la place du Châtelet, 4e arrondissement.
- Fontaine Saint-Michel, place Saint-Michel, 5e arrondissement (1860).
- Fontaine des Quatre-Parties-du-Monde et l'avenue de l'Observatoire (avec Jean-Baptiste Carpeaux), 6e arrondissement.
- Deux fontaines place de la Madeleine (1865) déplacées, l'une en 1903 place Salvador-Allende et l'autre en 1908 au centre de la place François-Ier.
- Le Panorama National réalisé pour l'exposition universelle de 1855, devenu Théâtre du Rond-Point, 8e arrondissement.
- Plans des jardins des Champs-Élysées, 8e arrondissement.
- Grilles du parc Monceau, 8e arrondissement, et du square du Temple, 3e arrondissement.
- Caserne de la place de la République, 10e arrondissement.
- Les Magasins Réunis de la place de la République, 11e arrondissement (1866).
- Fontaine du Château d'eau de la place Félix-Éboué, 12e arrondissement.
- Rotonde et grotte artificielle du lac Daumesnil du bois de Vincennes.
- Palais du Trocadéro réalisé pour l’Exposition universelle de 1878, détruit pour l’Exposition universelle de 1937[17], 16e arrondissement.
- Pavillons d'entrée du bois de Boulogne, aux portes du 16e arrondissement.
- Square des Batignolles, 17e arrondissement
- Mairie du 19e arrondissement de Paris, 1876 - 1878, place Armand-Carrel avec Jules Bourdais.
- Temple de la Sibylle sur l'île du Belvédère au parc des Buttes-Chaumont, 19e arrondissement (1869).
- Grande volière du Jardin d'acclimatation (1860).
- Kiosques de presse parisiens (1857)[18] et divers mobiliers urbains : bancs publics (les « bancs Davioud »)
- Château de Longchamp dans le bois de Boulogne (détruit, reconstruit différemment à la fin des années 1940)
- Pavillon d'Armenonville dans le bois de Boulogne
- Jardin du Pré-Catelan dans le bois de Boulogne (avec Jean-Pierre Barillet-Deschamps)
- Façade des écuries du Pré-Catelan
- Kiosque de l'Empereur au bois de Boulogne, dans le 16e arrondissement de Paris. Situé sur l'île du Lac inférieur, réalisé lors de l’aménagement du bois de Boulogne en 1852 à la demande de Napoléon III

### Régions
- Théâtre d'Étampes, construit en 1851-1852 grâce à une souscription publique.
- Houlgate : Villa La Brise (31, rue de Caumont), villa construite en 1866, pour lui-même. Publiée par Eugène Viollet-le-Duc dans Habitations modernes (1874-1877).
- Monument (nymphée - 1865) aux sources de la Seine.
- Monument à Dom Pedro IV, Rossio, Lisbonne.

## Galerie

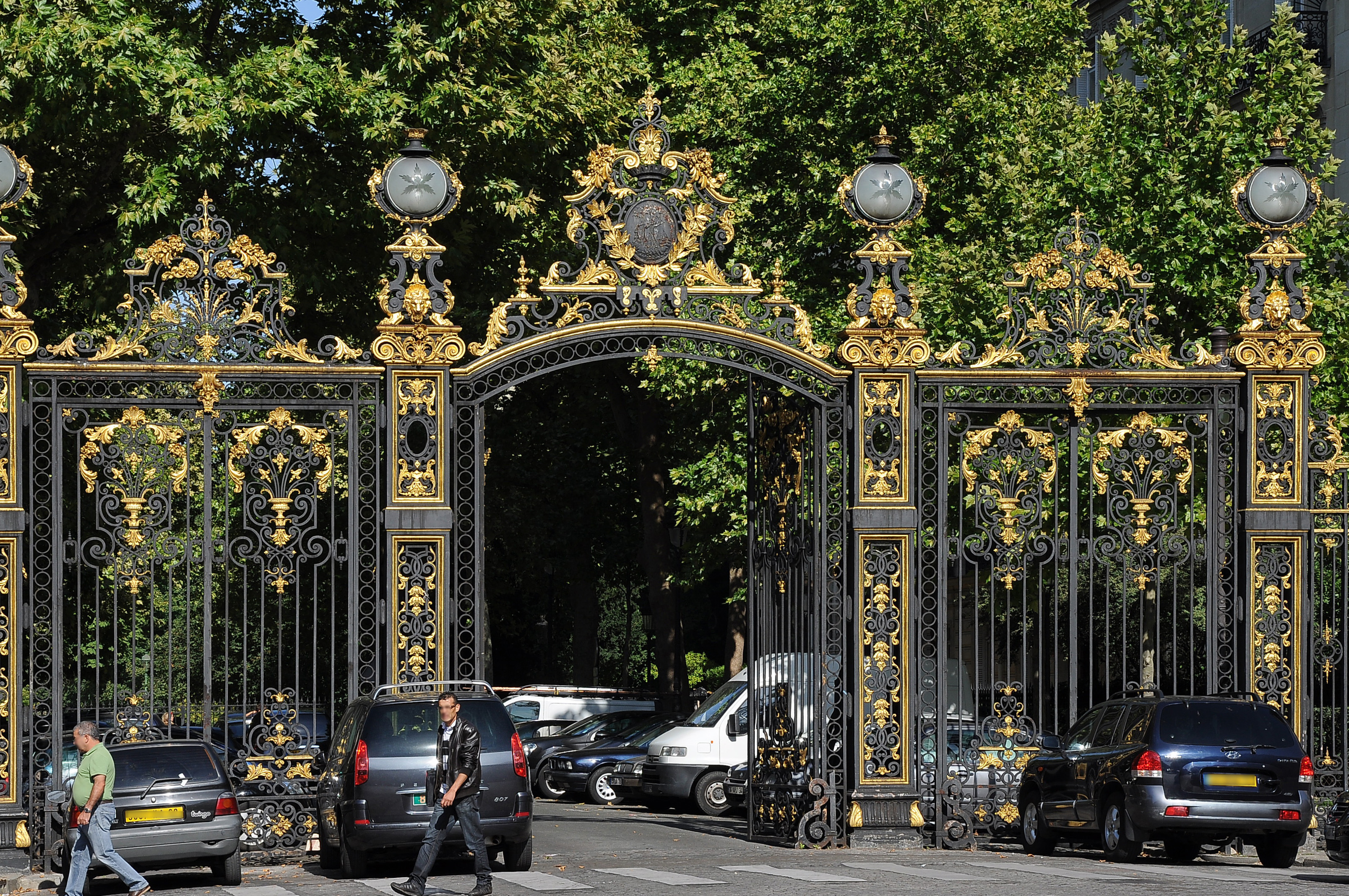
Grille d'entrée du parc Monceau.
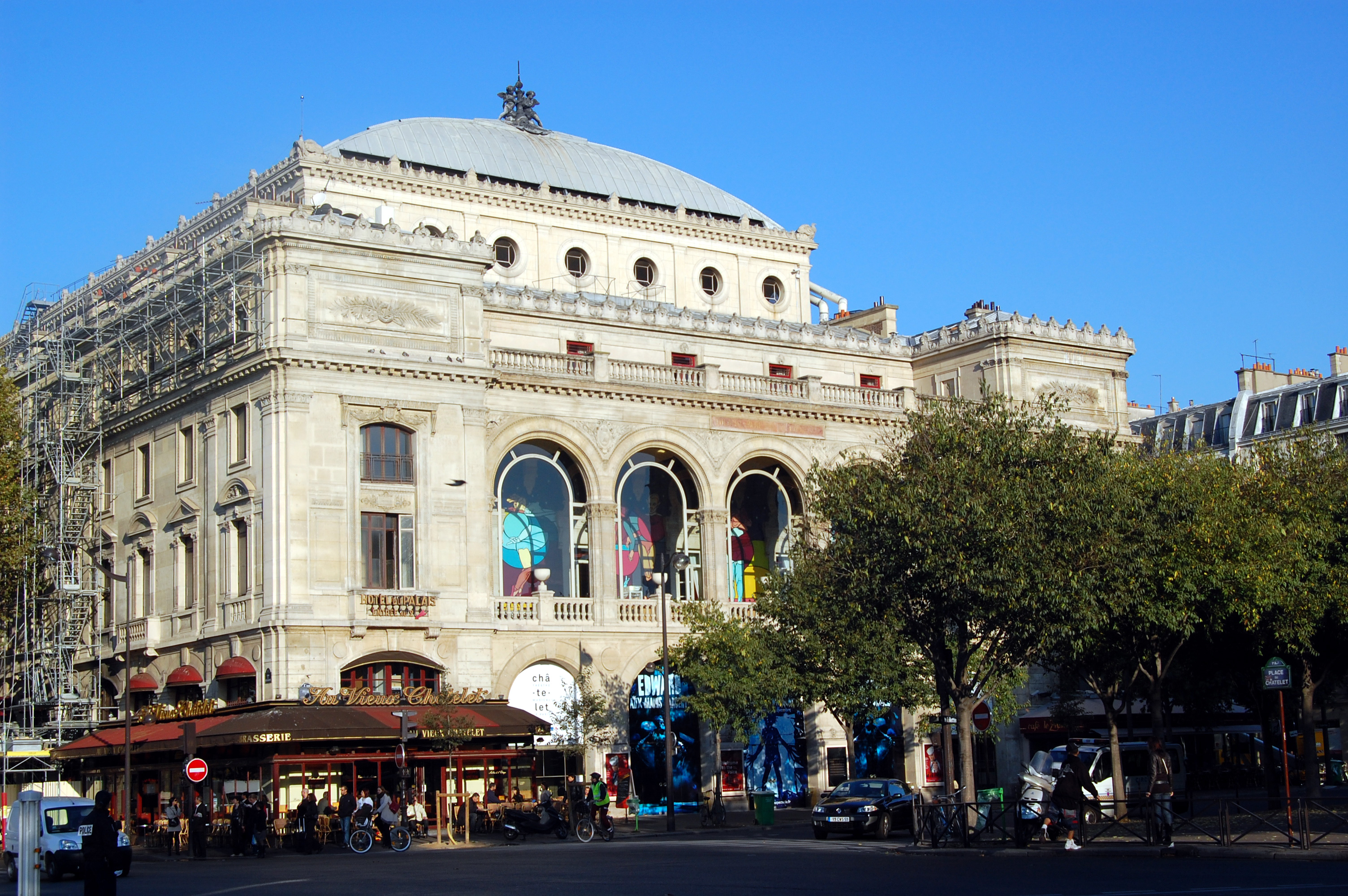
Théâtre du Châtelet.
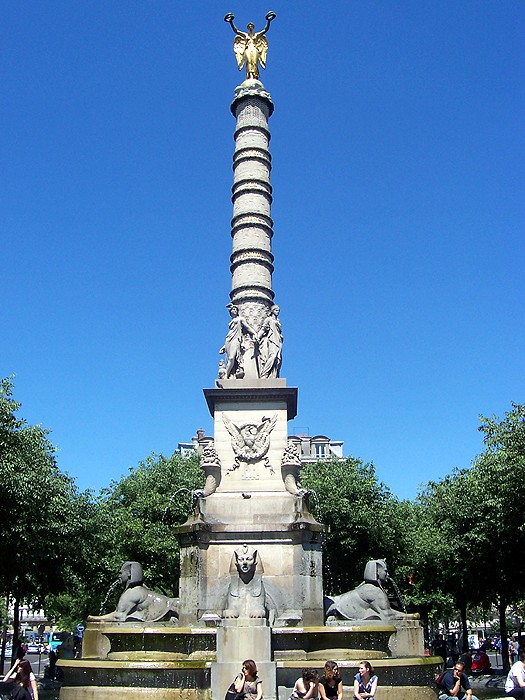
Fontaine du Palmier, place du Châtelet.
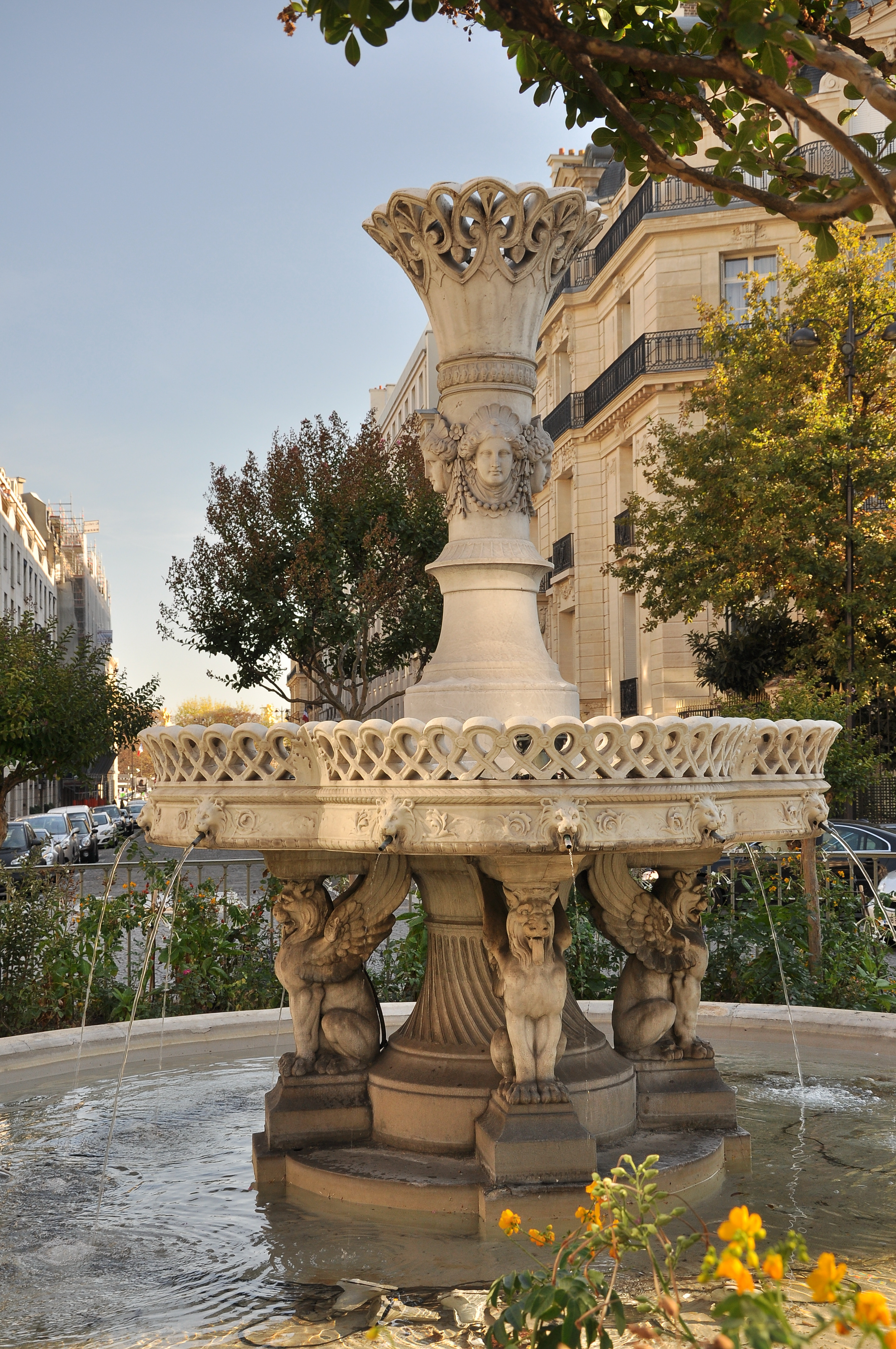
Fontaine de la place François-Ier.
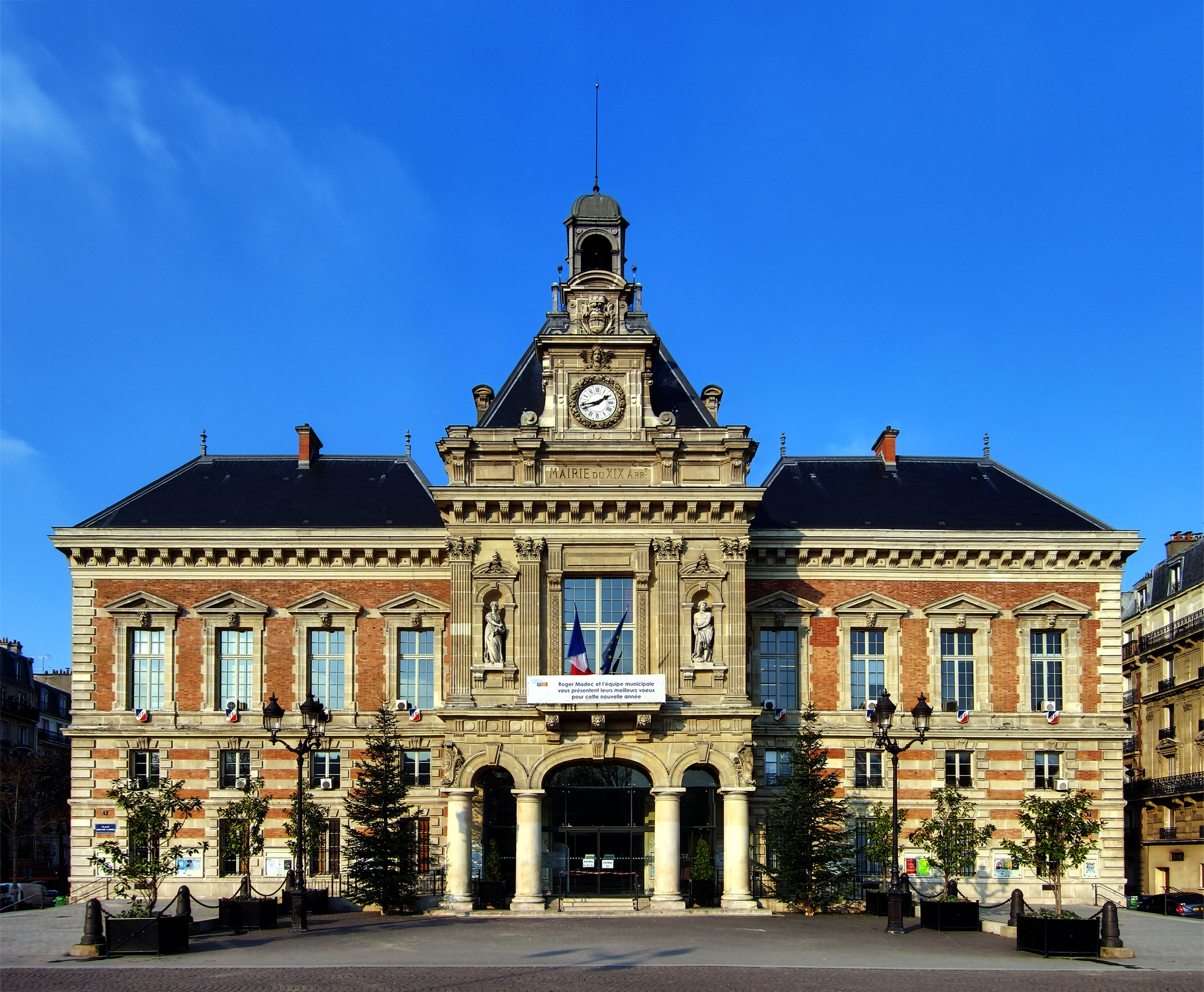
Mairie du 19e arrondissement.
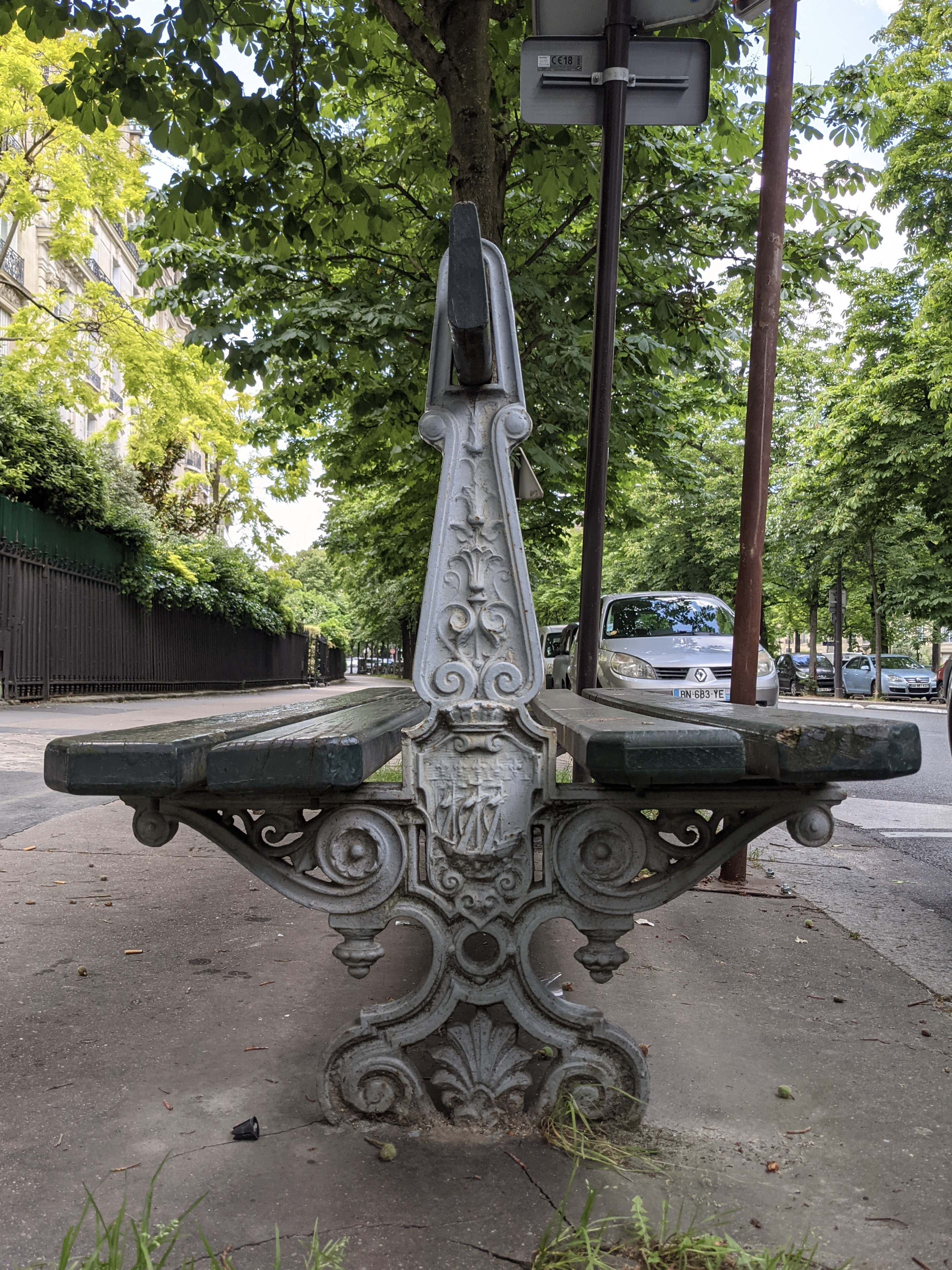
Banc Davioud, avenue Henri-Martin.
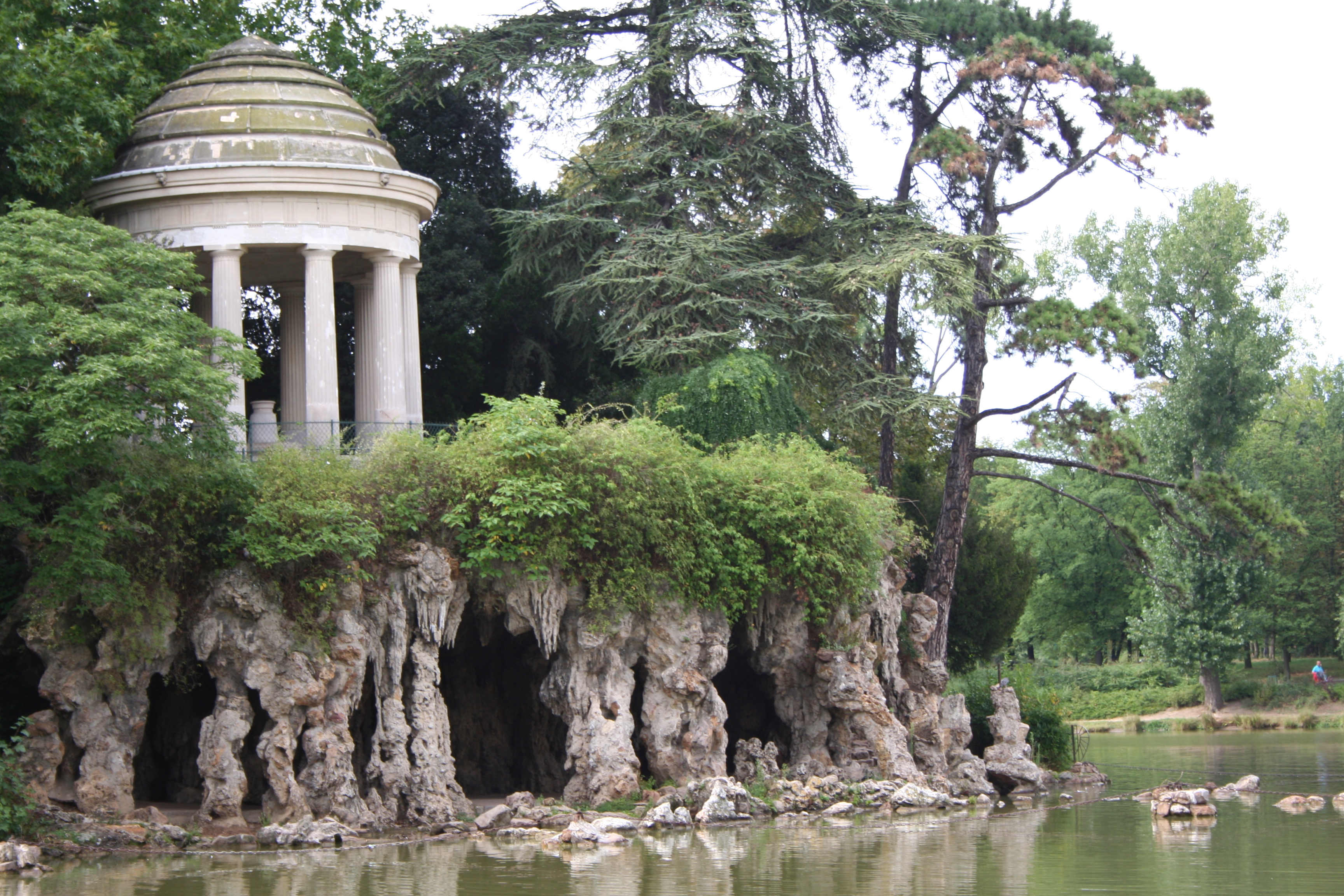
Rotonde et grotte sur l'île de Reuilly dans le bois de Vincennes.
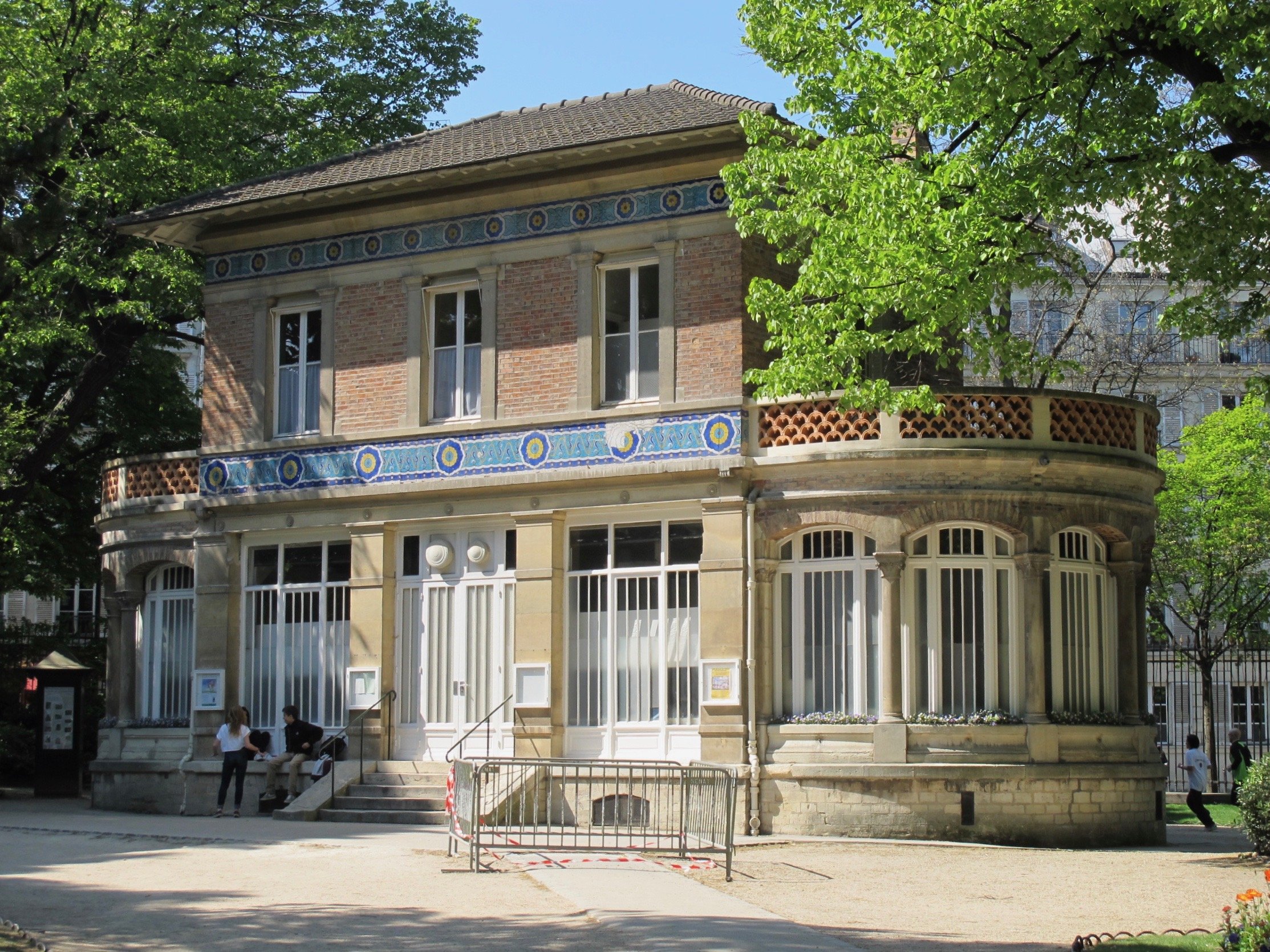
Pavillon Davioud.
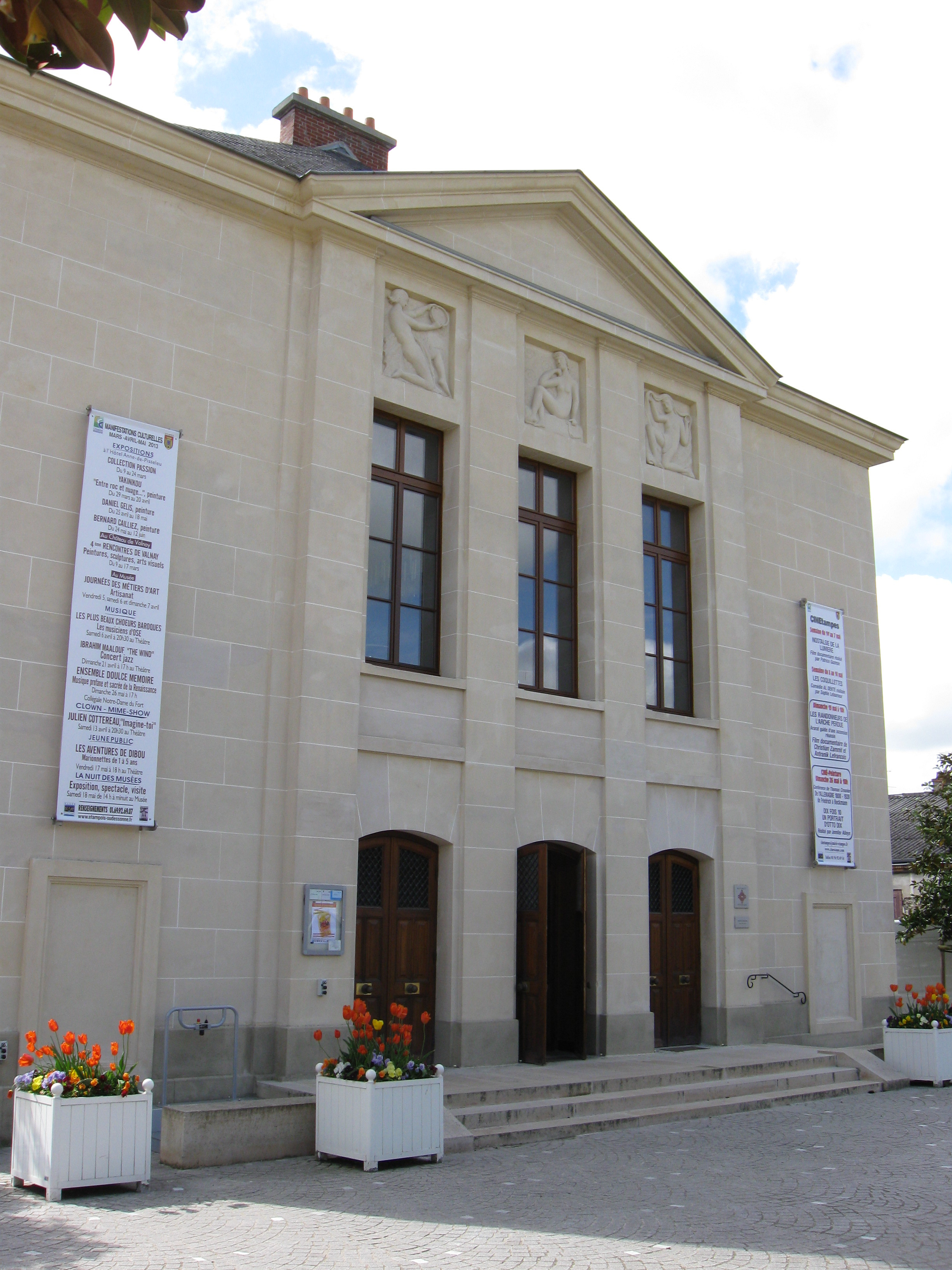
Théâtre d’Étampes.
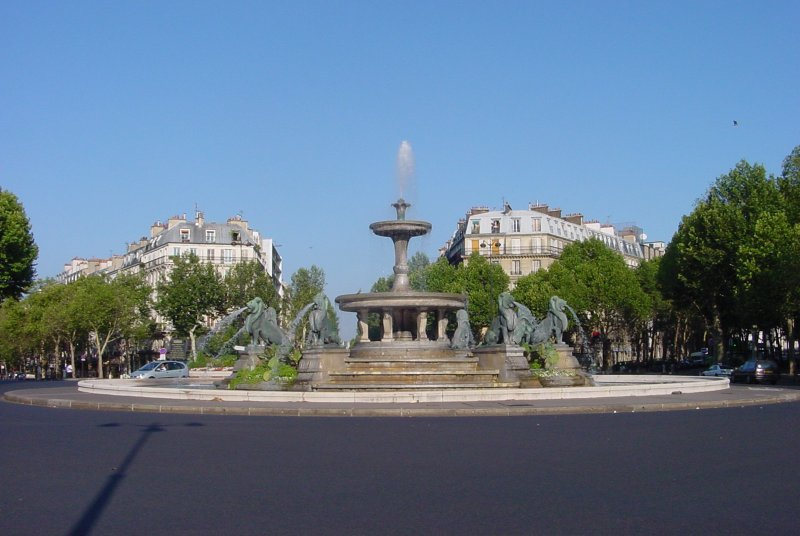
Fontaine du Château d'eau.
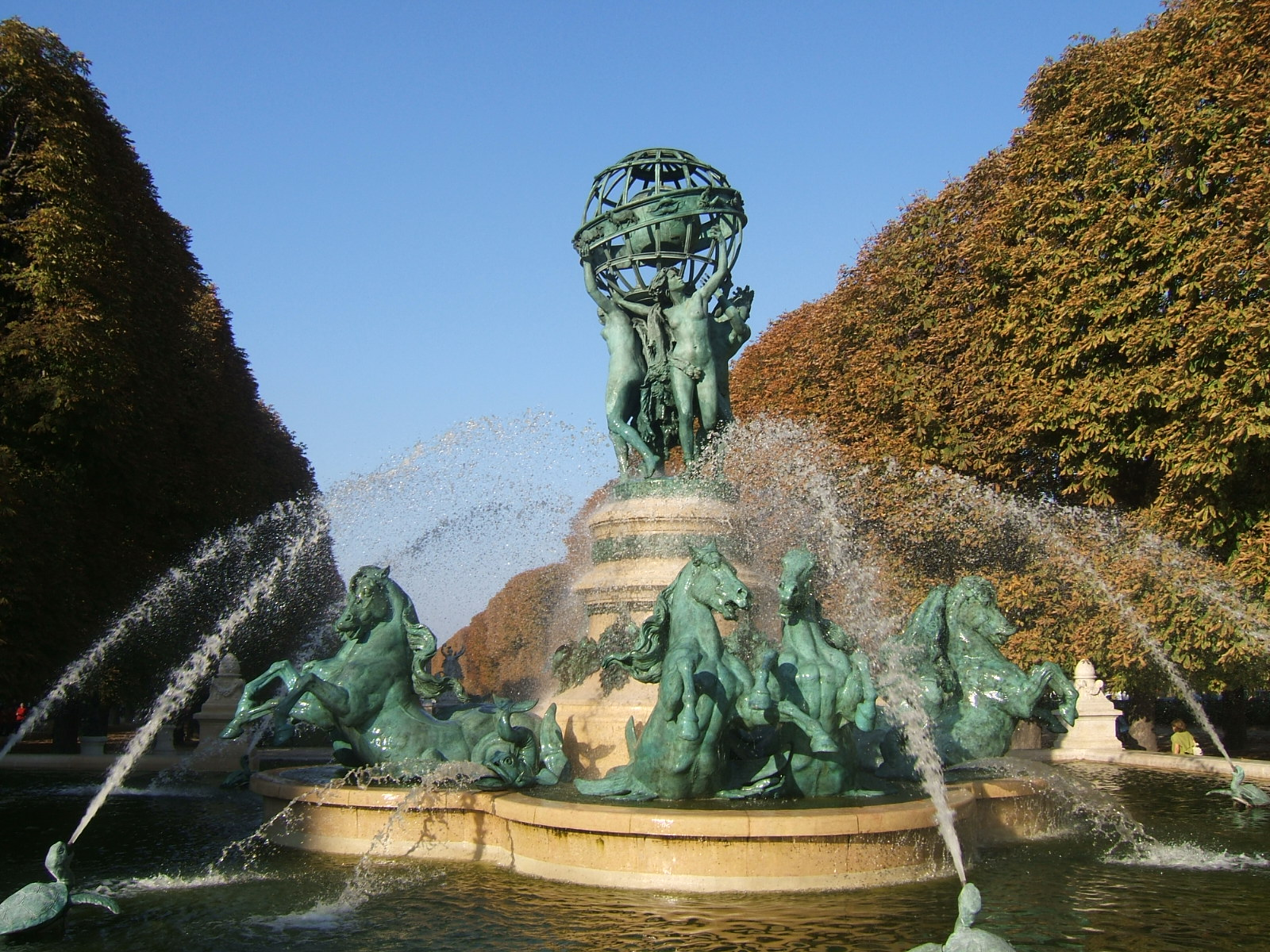
Fontaine des Quatre-Parties-du-Monde.